# (400205) 2007 BO
(400205) 2007 BO es un asteroide perteneciente al cinturón exterior de asteroides, descubierto el 8 de enero de 2007 por el equipo del Mount Lemmon Survey desde el Observatorio del Monte Lemmon, Arizona, Estados Unidos.

## Designación y nombre
Designado provisionalmente como 2007 BO.

## Características orbitales
2007 BO está situado a una distancia media del Sol de 3,201 ua, pudiendo alejarse hasta 3,761 ua y acercarse hasta 2,640 ua. Su excentricidad es 0,175 y la inclinación orbital 16,85 grados. Emplea 2091,95 días en completar una órbita alrededor del Sol.

## Características físicas
La magnitud absoluta de 2007 BO es 16.